# Vide (sentiment)
Pour les articles homonymes, voir Vide.

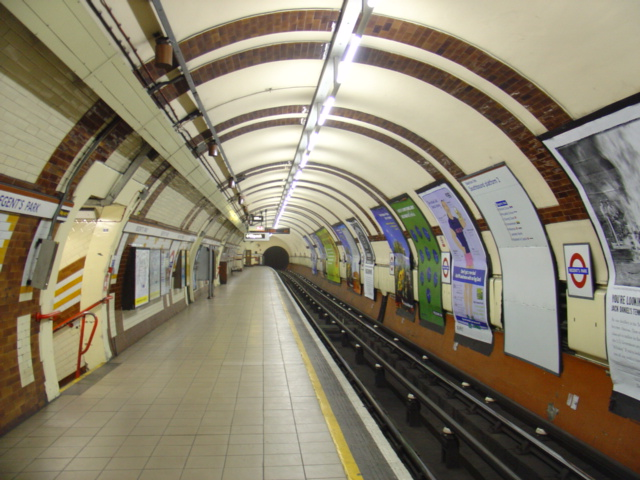
Cette gare souterraine, habituellement remplie durant les heures de pointe, peut symboliser le vide et l'isolement qu'un individu peut ressentir durant la dépression.

Le vide, ou « vide existentiel », est une condition humaine caractérisée par un sentiment d'ennui généralisé, d'aliénation et d'apathie. Des sentiments de vide peuvent survenir pendant la dysthymie, la déprime, la solitude, l'anhédonie, le désespoir, ou autres troubles émotionnels/mentaux, dont les troubles de la personnalité schizoïde, schizotypique, borderline, et le trouble du déficit de l'attention.
Un sentiment de vide peut également survenir lors d'une séparation interpersonnelle, à la suite d'un décès, ou autre changement significatif. Cependant, la signification de « vide » varie selon le contexte, et la tradition culturelle ou religieuse dans lesquels il peut être employé.

## Sociologie
Le sentiment, ou sensation, de vide est souvent perçu comme une condition négative. Le psychologue Clive Hazell, par exemple, attribue les sentiments de vide à des problèmes de liens familiaux avec relations abusives et maltraitances. Il explique que les individus faisant face à un certain sens du vide essayent de résoudre leurs problèmes douloureux en devenant toxicomanes, accros à des activités (sexualité compulsive, travail, ou activités plaisantes), ou en s'engageant dans la violence. En sociologie, un sentiment de vide est lié à une aliénation de l'individu. Ce sentiment d'aliénation peut s'estomper pendant les heures de travail, à cause de la routine, mais durant ses congés ou weekends, un individu peut ressentir un sentiment de « vide existentiel ».

## Philosophie
En philosophie politique, le vide est associé au nihilisme. Le critique littéraire Georg Lukács s'exprime contre le « vide spirituel et l'inadaptation morale du capitalisme », et s'exprime en faveur du communisme comme un « nouveau type de civilisation, un nouveau changement prometteur, une occasion de mener une vie pleine de sens. » Le concept du « vide » est important dans un « certain type de philosophie existentialiste [...]. » L'existentialisme, le « mouvement philosophique qui donne un sens à l'aliénation et au désespoir », vient de la « capacité pour un homme de reconnaitre sa solitude dans un univers indifférent. »

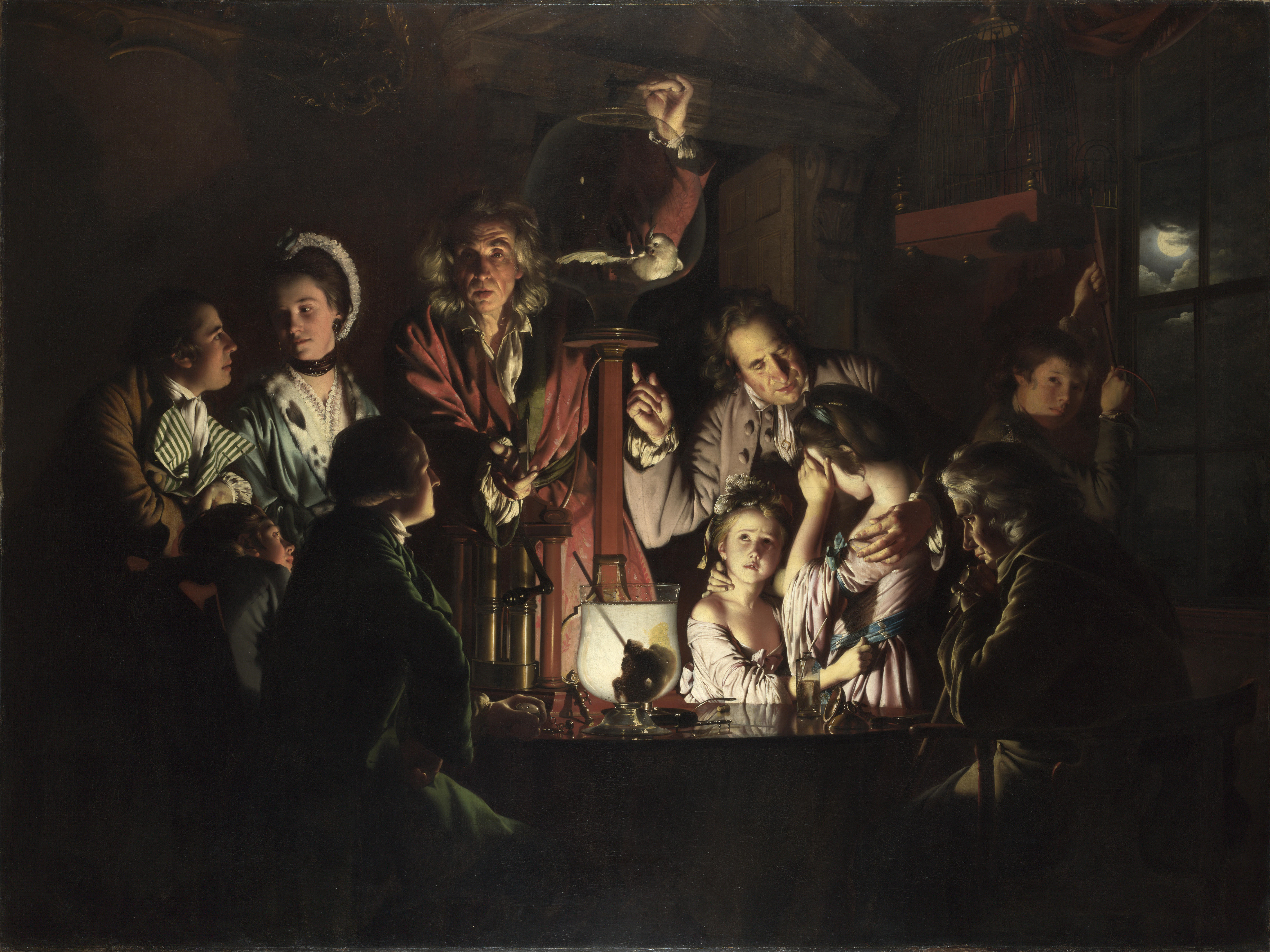
Représentation par Joseph Wright of Derby d'une expérience sur le vide inspirée des travaux de Robert Boyle, 1768.

La notion de vide est intimement liée à la notion d'être. Le vide est l'absence de matière, l'absence d'être. Parménide disait « l'être est, le non-être n'est pas » ; le vide était pour lui un non-être, et ne pouvait donc exister. Leucippe et Démocrite, contre Parménide, admirent l'existence du vide et en firent avec l'atome le principe de toute chose ; le vide, lieu dépourvu de matière, a donc reçu une certaine forme d'être et devint le doublet indispensable et inséparable de l'être. Aristote, dans sa « physique », au livre IV, nie l'existence du vide et affirme son incompatibilité avec le mouvement. C'est une conception de l'univers comme d'un « espace clos », organisé, ordonné et harmonique. Descartes niait l'existence de l'atome comme celle du vide, concepts auxquels il opposait les théories géométriques, réduisant l'espace à une pure et simple étendue, la matière n'étant qu'une modification de la forme. Gassendi l'a lourdement contredit sur ce point (5e objection des Méditations métaphysiques). En effet, dans la représentation qu’il défend le vide et l'atome sont considérés comme composantes de la matière, et ces caractéristiques lui confèrent une nature intrinsèquement différente de l'étendue.
La découverte, ou plutôt l'admission du vide dans la nature est une étape décisive de l'histoire des sciences, la polémique agita fortement les milieux savants durant la révolution scientifique du XVIIe siècle. Les expériences sur le vide sont rendues difficiles par l'absence de tubes en verre de dimension suffisante pour voir si un vivant peut y vivre. Mersenne par ailleurs a tenté l'expérience sur des petits animaux, souris et mouches dont la survie était compromise par l'utilisation de classiques tubes en verre remplis de mercure. En 1660, Robert Boyle est l'un des premiers à pouvoir réaliser une expérience de ce type. Torricelli met en évidence la pression atmosphérique en faisant une expérience hydraulique, travaux que Pascal complète. La découverte de la pression atmosphérique vient balayer l'idée que si l'eau monte lorsqu'elle est pompée, c'est que « la nature a horreur du vide ».

## Psychologie
Les cultures où le sentiment de vide est perçu comme une condition psychologique négative l'associent souvent à la dépression. En tant que telle, des traitements sont proposées : psychothérapie, thérapie de groupe, ou autres types de thérapies. Une autre solution proposée pour réduire le sentiment de vide est d'adopter un animal de compagnie, ou de tenter la zoothérapie ; s'impliquer dans la spiritualité comme la méditation; être volontaire pour nouer des contacts sociaux ; s'impliquer dans des interactions sociales; ou trouver une activité pour regagner de l'intérêt pour la vie.

## Religion
Pour l'occultiste autrichien Rudolf Steiner (1861–1925), le vide spirituel est un problème majeur chez les classes moyennes européennes. Dans ses lectures de 1919, il explique que la culture européenne est devenue « vide d'esprit » et « ignorante des besoins, des conditions, qui sont essentielles à la vie et à l'esprit ».
Dans le bouddhisme, le vide désigne l'absence de nature propre de toute chose, la vacuité ou Śūnyatā.
Dans la mythologie égyptienne Shou est le dieu de l’air. Son nom dériverait de shouy, dont un des sens possible serait « le vide »[réf. nécessaire].
Le vide dans la philosophie islamique est désigné par le mot "Adem" (العدم) qui signifie le contraire de ce qui existe, le néant, la forme que l'être avait avant d'être créé. Ce mot n'est pas employé dans le Coran. Les premiers qui se sont penchés sur le sujet sont les mutazilites. Bien qu'ils aient accepté le fait que l'univers vienne du "vide", ils ont conclu que ce dernier avait une personnalité, qu'il était un "constant", "une chose", et par conséquent, en dehors de toute imagination possible. Les sunnites, quant à eux, ont évité d'accorder une réalité au vide. Ils acceptent donc l'idée d'un vide absolu. D'autant plus que selon la religion, avant, il n'y avait que Dieu et rien d'autre.
Le vide taoïste est conçu comme un potentiel : la plénitude du vide. C'est quelque chose qui attend d'être rempli, et par extension d'être réalisé : c'est l'esprit vide de pensée dans lequel peuvent naître les idées, c'est le blanc de la feuille qui attend d'être dessiné.
Ainsi, lorsqu'un individu voit un verre, il voit d'abord la matière, sa forme ; un taoïste y verrait d'abord le vide qui le rend utile (qui permet d'être rempli).